# آولون گاردنز
آولون گاردنز (به انگلیسی: Avalon Gardens) یک منطقهٔ مسکونی در ایالات متحده آمریکا است که در کالیفرنیا واقع شده‌است.